# 다빈치뮤지엄
다빈치뮤지엄은 강원특별자치도 속초시 엑스포로 75에 위치한 박물관이다. 레오나르도 다빈치에 관한 자료들을 전시하고 있다.